# Emma Jane Cole
Emma Jane Cole (23 de enero de 1845-25 de abril de 1910) fue una profesora, botánica y curadora estadounidense, autora del libro Grand Rapids Flora: A Catalogue of the Flowering Plants and Ferns Growing Without Cultivation in the Vicinity of Grand Rapids, Michigan (Grand Rapids Flora: Un catálogo de plantas con flores y helechos que crecen sin cultivo en las cercanías de Grand Rapids, Michigan). Fue incluida en el Salón de la Fama de las Mujeres de Michigan en 2007.

## Trayectoria
Emma Jane Cole nació en Ohio el 23 de enero de 1845. Durante su infancia, su familia se mudó a Vergennes Township, cerca de Grand Rapids, Michigan, donde asistió a la Lowell Union School y Grand Rapids High School. Sus padres fueron Andrew Cole y Jerusha Cole. Tenía tres hermanos: John, Hugh y Mary Cole Altman.
En 1876, Cole se matriculó en la Universidad Cornell en Nueva York, que comenzó a admitir mujeres. Asistió a Cornell entre 1876 y 1877 y entre 1879 y 1880. Completó los estudios de botánica, pero no consta que se graduara.
Trabajó como profesora durante gran parte de su vida.  Fue una de las primeras mujeres miembros del Instituto Científico de Kent (predecesor del Museo Público de Grand Rapids) y se desempeñó como vicepresidenta y curadora botánica. 
Como botánica profesional y en activo, Cole mantuvo correspondencia con botánicos y científicos notables de su época, entre ellos Benjamin Lincoln Robinson, Merritt Lyndon Fernald y Charles Sprague Sargent. 
Cole murió de insuficiencia renal el 25 de abril de 1910, en San Antonio, Texas, tras un viaje a México.  Está enterrada en el cementerio Bailey en Lowell, Michigan.
Cole es reconocida por su libro de 1901, Grand Rapids Flora: A Catalogue of the Flowering Plants and Ferns Growing Without Cultivation in the Vicinity of Grand Rapids, Michigan.  Al comprender la necesidad de una referencia local en su docencia, Cole se propuso documentar todas las plantas vasculares presentes en Grand Rapids y sus municipios circundantes. Para crear esta importante referencia botánica, recopiló especímenes entre 1892 y 1900, creando un estudio exhaustivo de casi 1300 taxones presentes en el área metropolitana de Grand Rapids.

## Legado
Su testamento financió tres legados:
- El Departamento de Ecología y Biología Evolutiva de la Universidad de Michigan otorga la Beca Emma J. Cole en Botánica a un estudiante de posgrado.[3]
- Se le otorgó a la Junta de Educación de Grand Rapids un fideicomiso para comprar equipos de botánica para Central High School.
- El Fondo Floral Emma J. Cole financió servicios florales semestrales en ocho iglesias de Grand Rapids. La colección Emma J. Cole (que se conserva en la Biblioteca Pública de Grand Rapids ) documenta estos servicios florales.[4]

Los especímenes de plantas recolectados por Cole todavía se utilizan para investigación y estudio en herbarios, incluido el Herbario de la Universidad de Michigan, el Herbario de la Universidad Estatal de Michigan, el Herbario del Albion College y el Herbario del Museo Nacional Smithsonian de Historia Natural.
Una especie de espino que Cole descubrió, Crataegus coleae, lleva su nombre.
Cole fue incluida en el Salón de la Fama de las Mujeres de Michigan en 2007. 
Un proyecto en la Universidad Calvin, realizado entre 2014 y 2018, intentó revisar y evaluar todas las ubicaciones descritas en Grand Rapids Flora. 